# بییانوئبا د گمس
بییانوئبا د گمس دهستانی در استان آبیلای اسپانیا است.
در این دهستان ۱۶۰ نفر زندگی می‌کنند. مساحت این دهستان ۲۱٫۱۱ کیلومتر مربع است.